# Enzo de Muro Lomanto
Enzo de Muro Lomanto (11 d'abril de 1902, Canosa di Puglia – 15 de febrer de 1952, Nàpols) fou un tenor italià.
Nascut Vincenzo De Muro, va estudiar a Nàpols, afegint "Lomanto" al seu nom per evitar confusió amb un altre tenor, Bernardo De Muro. Va fer el seu debut a Catanzaro, com a Alfredo, el 1925. Poc després, va aparèixer al San Carlo de Nàpols, com a Cavaradossi. Va fer el seu debut a La Scala el 1928 com a Tonio. Hi va cantar fins al 1943. També va aparèixer a l'Opéra de París el 1936, com a Duca di Mantua, i al Maggio Musicale Fiorentino de Florència, a Els Contes de Hoffmann, el 1938. També va participar en la creació de Il re, de Giordano, a La Scala, el 1929. Va cantar diverses temporades al Gran Teatre del Liceu de Barcelona.
Es va casar amb la soprano Toti Dal Monte a Sydney, Austràlia, durant una gira operística del 1928. La festa del casament va crear titulars internacionals quan va fer el Salutació feixista a les escales de la Catedral de Santa Maria . Va morir el 1952, als 49 anys a Nàpols per causes desconegudes.